# Croton micans
Espèce
Classification APG III (2009)
Croton micans est une espèce de plantes à fleurs du genre Croton et de la famille des Euphorbiaceae présente en Jamaïque et dans le sud de l'Amérique tropicale.

## Synonymes
- Oxydectes micans (Sw.) Kuntze
- Croton micans var. genuinus Müll.Arg.
- Croton bixoides Vahl
- Croton foetens Anderson
- Croton niveus Griseb. (nom illégitime)
- Croton helicoideus Müll.Arg.
- Oxydectes bixoides (Vahl) Kuntze
- Oxydectes helicoidea (Müll.Arg.) Kuntze
- Croton choristolepis Urb.